# アザディ・スタジアム
アザディ・スタジアム（ペルシア語: استاديوم آزادی、英語: Azadi stadium）は、イランの首都テヘランにあるスタジアム。イラン・イスラム共和国放送（IRIB）は、「アーザーディスタジアム」と表記している。

## 概要

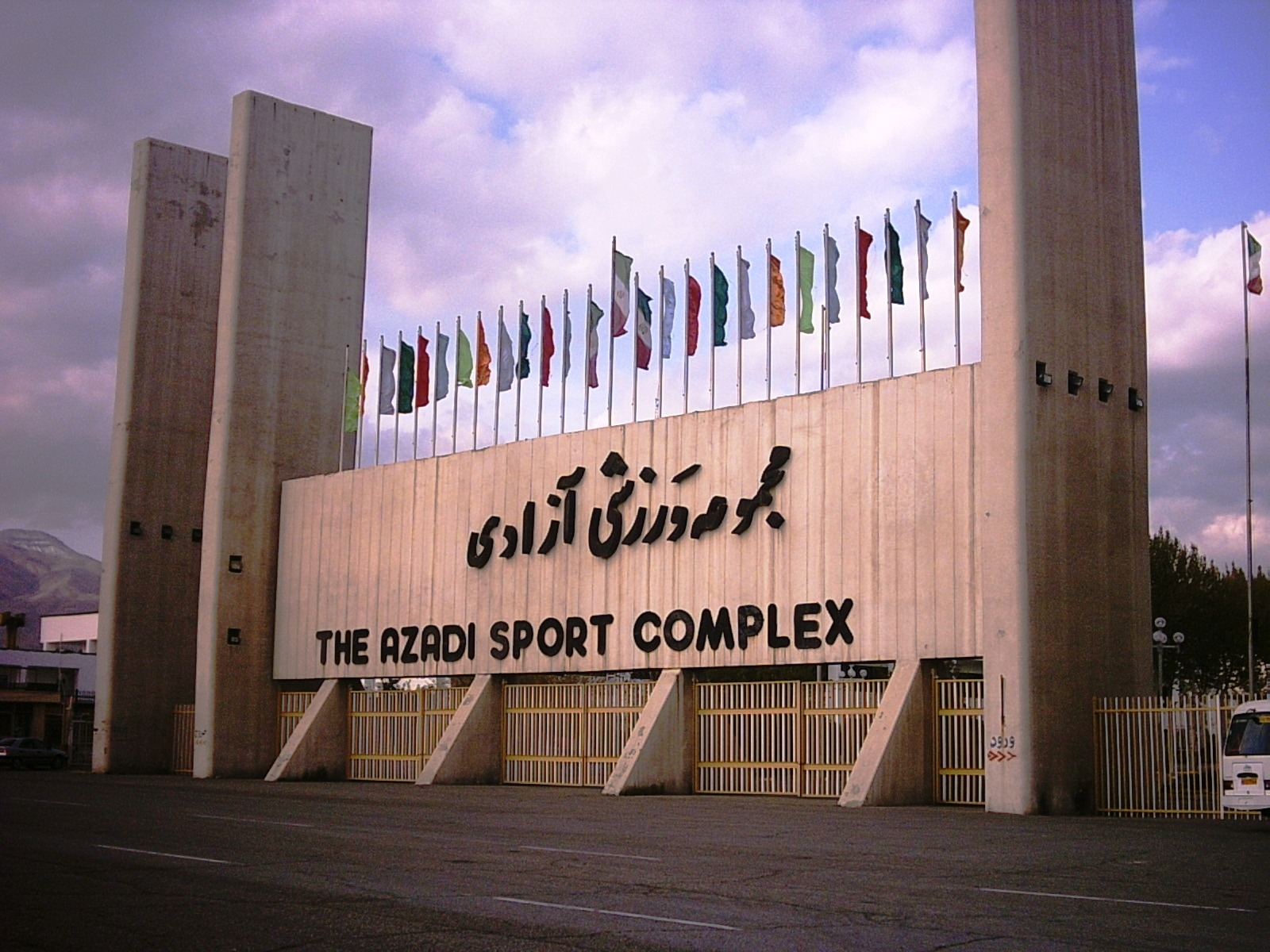
スタジアム西口

公式な収容人数は78,116人で、1974年のアジア競技大会の為に建設された。スタジアムは「アザディ・スポーツ・コンプレックス」の一角にあり、センター内にはサッカー練習場、重量挙げ、水泳施設、バレーボール、フットサル場が隣接する。
所在地はテヘランの中心から西へ約13キロ、標高1274mに位置する。
1997年11月21日に開催された1998 FIFAワールドカップ・大陸間プレーオフ (AFC-OFC)で128,000人の入場者数を記録している。さらに完成から40年以上が経ち老朽化が激しくなったことから、上部観客席を閉鎖している。
スタジアム名のアーザーディーはペルシア語で自由を意味する。なお、テヘラン市内には他にもイラン革命を期として名称変更されたアーザーディー広場やアーザーディー・タワーなど「自由」の名前を冠した建築物が複数存在する。
スタジアムはサッカーイラン代表の国際試合の他に、ペルシアン・ガルフ・プロリーグのペルセポリスFCとエステグラルFCが本拠地として使用している。
かつてはパフラヴィー朝第2代皇帝のモハンマド・レザー・パフラヴィーを記念してアーリヤーメヘル・スタジアムと呼ばれていたが、イラン革命の後に現在の名称へ変更された。バックスタンドにはイランの初代最高指導者のルーホッラー・ホメイニーおよび2代目最高指導者のアリー・ハーメネイーの写真が掲げられている。
宗教上の理由から女性客の入場は認められていないため、試合時は男性客で溢れ返り異様な雰囲気を醸し出している。例外として2005年3月25日に行われたFIFAワールドカップ・ドイツ大会のアジア最終予選におけるイラン対日本戦においては、頭にスカーフを巻く等肌を極力露出させないよう義務付けた上で日本から来た女性サポーターの入場を特別に許可した。

## ギャラリー

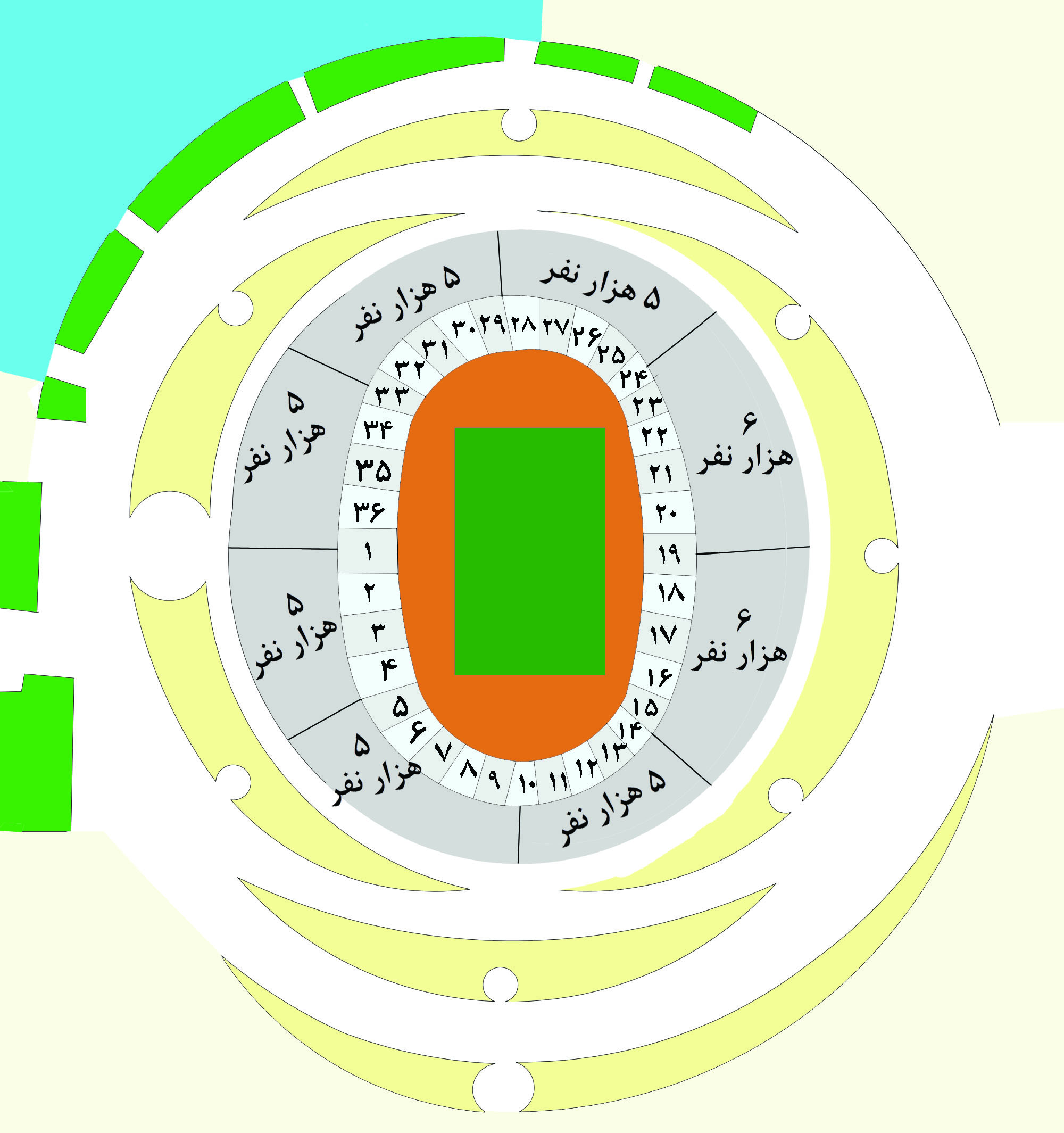
スタジアムの俯瞰図
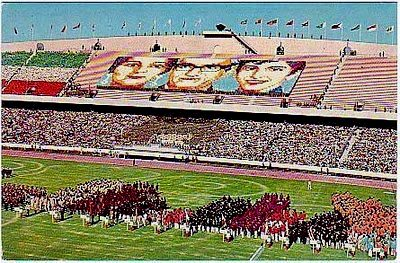
1974年アジア競技大会開会式の様子
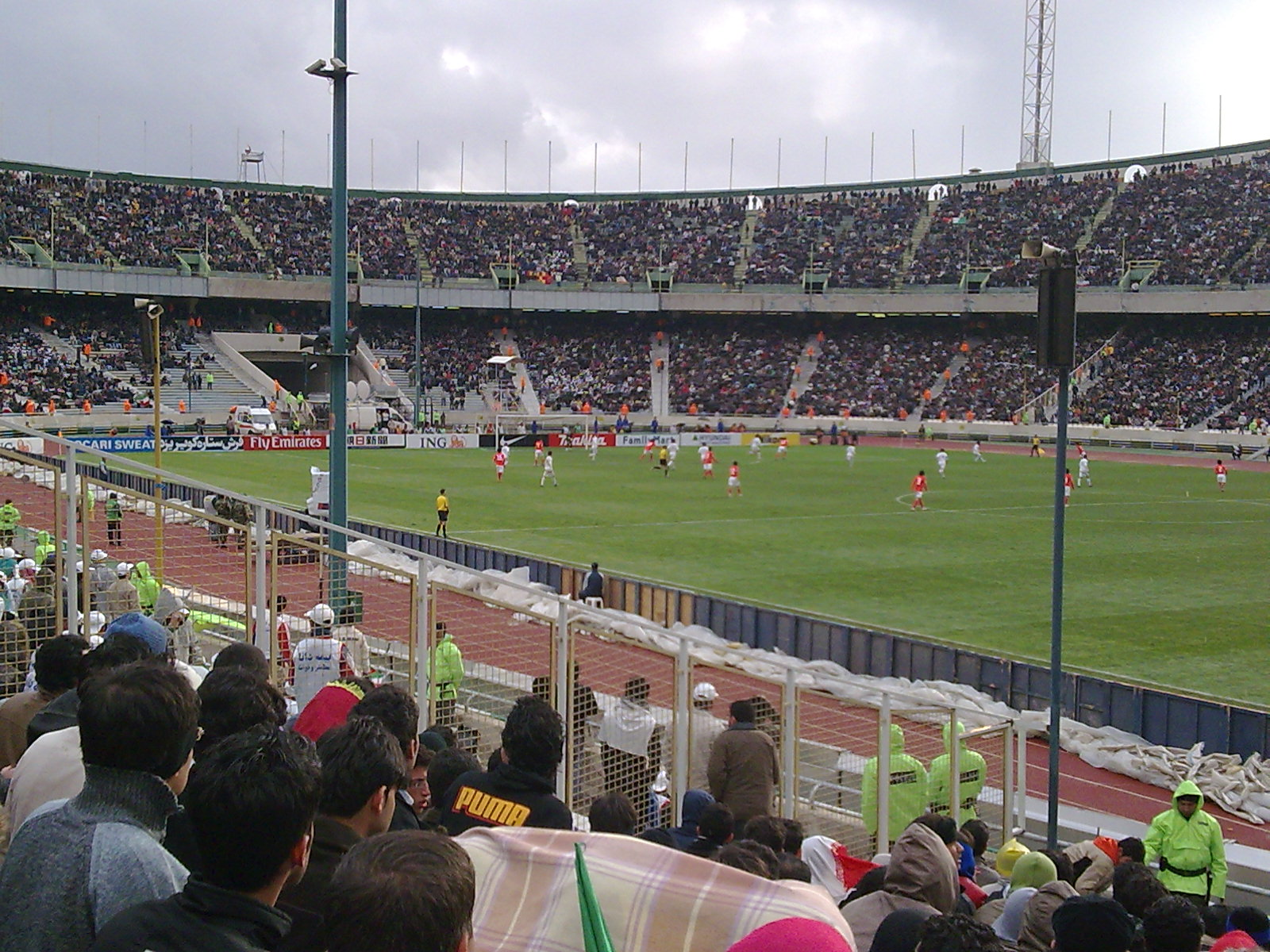
サッカーイラン代表対韓国代表の試合の様子、2010 FIFAワールドカップ・アジア予選
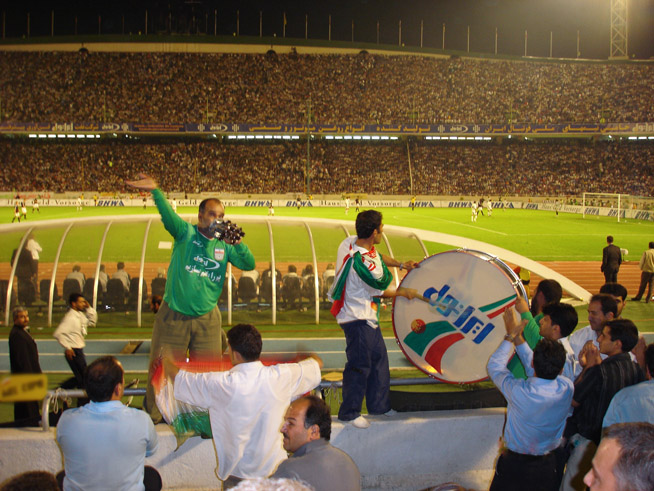
サッカーイラン代表対ドイツ代表の親善試合で応援するサポーター
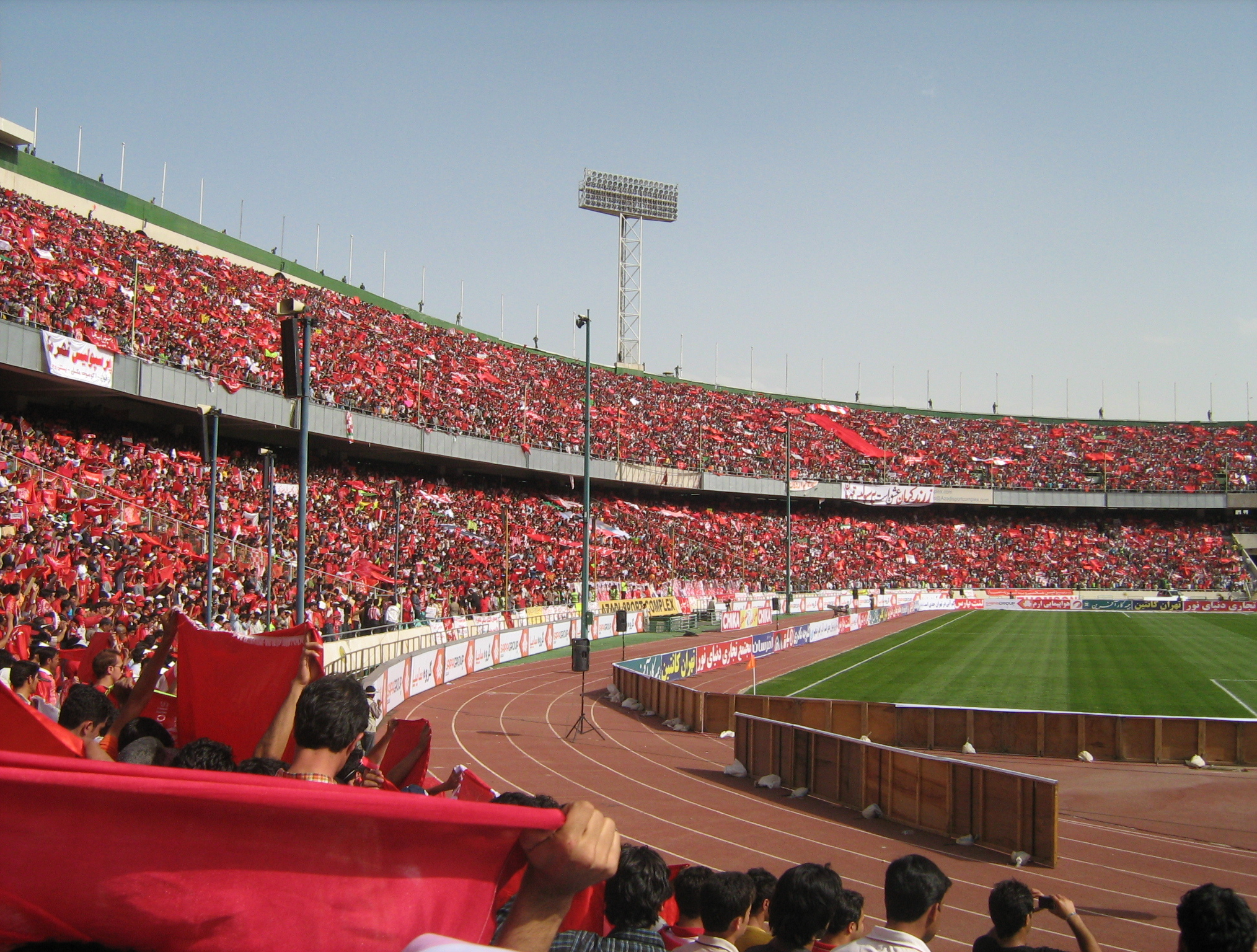
ペルセポリスFCのサポーターがペルシアン・ガルフ・プロリーグ優勝後喜ぶ様子